# جماعة أنصار المسلمين في بلاد السودان
جماعة أنصار المسلمين في بلاد السودان، المعروف أيضًا باسم تنظيم القاعدة في بلاد ما وراء الساحل، هي منظمة إسلامية جهادية مقرها في شمال شرق نيجيريا. نشأت كجزء من بوكو حرام، لكنها أصبحت مستقلة رسميًا في عام 2012. وعلى الرغم من ذلك، واصلت العمل مع فصائل بوكو حرام بشكل وثيق مع بعضهم البعض. أوقفت الجماعة أنشطتها تقريبًا في عام 2015. ومنذ ذلك الحين أصبح الأنصار في سبات عميق على الرغم من أن أعضائه يواصلون نشر الدعاية لقضيتهم. بايعت الجماعة تنظيم قاعدة الجهاد ببلاد المغرب الإسلامي عام 2020.
تم تصنيف الجماعة كمنظمة إرهابية محظورة من قبل الولايات المتحدة، ونيوزيلندا، والمملكة المتحدة.